# Jiří David
Jiří David (né le 16 février 1923 à Brno et décédé le 19 juin 1997 dans la même ville) est un athlète tchèque qui concouru sous les couleurs de la Tchécoslovaquie spécialiste du sprint. Mesurant 1,87 m pour 80 kg, il était affilié au Dukla Praha.

## Biographie

### Palmarès
| Date | Compétition           | Lieu     | Résultat | Épreuve    | Performance |
| ---- | --------------------- | -------- | -------- | ---------- | ----------- |
| 1946 | Championnats d'Europe | Oslo     | 3e       | 200 mètres | 21 s 8      |
| 1946 | Championnats d'Europe | Oslo     | 3e       | 4 × 100 m  | 42 s 2      |
| 1952 | Jeux olympiques d'été | Helsinki | 6e       | 4 × 100 m  | 41 s 49     |

### Records
| Épreuve    | Performance | Lieu | Date |
| ---------- | ----------- | ---- | ---- |
| 100 mètres | 10 s 6      |      | 1947 |
| 400 mètres | 48 s 8      |      | 1947 |